# بيتر كولمان
بيتر كولمان (بالإنجليزية: Peter Coleman)‏ هو سياسي أسترالي، ولد في 15 ديسمبر 1928 في أستراليا. حزبياً، نشط في الحزب الليبرالي الأسترالي. وقد انتخب عضو الجمعية التشريعية نيو ساوث ويلز وانتخب عضو مجلس النواب الأسترالي عن دائرة ونتوورث ‏ (11 أبريل 1981 – 5 يونيو 1987).